# Emil Cooper
Pour les articles homonymes, voir Cooper.
Emil Albertovitch Cooper (en russe : Эмиль Альбертович Купер), connu aussi comme Emil Kuper, né le 1er décembre 1877 (13 décembre 1877 dans le calendrier grégorien) à Kherson et décédé le 16 novembre 1960 à New York, est un chef d'orchestre et violoniste russe, d'ascendance anglaise.

## Biographie

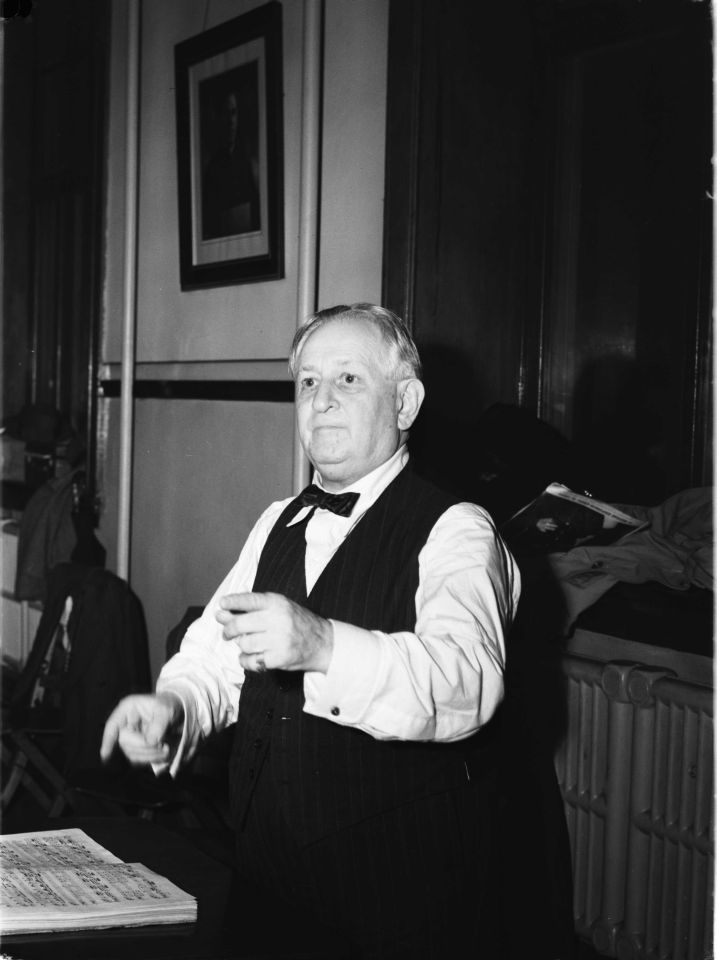
Cooper à Montréal en 1946

Il a fait ses études de musique au conservatoire d'Odessa comme violoniste et compositeur. Il va à Vienne étudier auprès du violoniste Joseph Hellmesberger, puis à Moscou où il travaille avec Sergueï Taneïev. À partir de 1898, il a joué dans des récitals comme violoniste tout en étudiant la direction d'orchestre indépendamment. Il a aussi pris des leçons de direction avec Arthur Nikisch. En 1899, accompagné de Leonid Sobinov et Fédor Chaliapine, il a entrepris une tournée dans les villes de Russie comme chef d'orchestre d'opéra. Entre 1900 et 1904 il a été directeur de l'opéra de Kiev, et ensuite celui de l'opéra Zimine (en) à Moscou, une compagnie privée avec laquelle il créa l'opéra de Nikolaï Rimski-Korsakov Le Coq d'or le 24 octobre 1909. À partir de 1910, il a dirigé l'opéra Impérial de Moscou (Théâtre Bolchoï), où il a présenté la première audition dans ce théâtre de l'Anneau wagnérien, ainsi que diverses premières auditions de Miaskovski, Rachmaninov ou Scriabine, entre autres. À côté de son travail de directeur d'opéra, Cooper a dirigé la première exécution de la Troisième Symphonie de Reinhold Glière, Ilya Mouromets, le 23 mars 1912. Son talent musical a attiré l'attention de Serge de Diaghilev, qui l'a invité à participer en 1909 à la première saison des Ballets russes à Paris, dont un fameux Boris Godounov avec Fédor Chaliapine.
Il a aussi dirigé Kachtcheï l'immortel, opéra de Rimski-Korsakov en janvier 1917 au Théâtre Bolchoï à Moscou. Après la Révolution russe, Alexandre Glazounov invite Cooper à diriger le Théâtre Mariinski et l'orchestre philharmonique de Pétrograd (ex-Saint-Pétersbourg), dont il a été le directeur titulaire durant trois ans.
Emil Cooper émigre en Occident en 1924 et s'installe à Paris. Il dirige dans différents théâtres européens. En 1929, il dirige l'Opéra lyrique de Chicago. Il revient en Europe en 1932 où il donne des concerts jusqu'en 1939 où il s'installe définitivement aux États-Unis. Il a été chef d'orchestre au Metropolitan Opera à New York entre 1944 et 1950.
De 1944 à sa mort en 1960, Cooper a conduit l' Opera Guild of Montreal de Pauline Donalda.
Le fonds d'archives de Emil Cooper est conservé au centre d'archives de Montréal de Bibliothèque et Archives nationales du Québec.